# Блокгейзен
Блокгейзен (нід. Blokhuizen) — селище в нідерландській провінції Північна Голландія. Входить до муніципалітету Голландс-Крон.